# Markus Becker (Handballspieler, 1966)
Markus Becker (* 8. April 1966 in Hattingen) ist ein ehemaliger deutscher Handballspieler. Der Torwart spielte für den TSV Bayer Dormagen und die SG Wallau/Massenheim in der Bundesliga, mit der er zweimal Deutscher Meister wurde.

## Karriere
Becker begann mit zehn Jahren beim TuS Hattingen mit dem Handballspielen, nachdem er zunächst kurzzeitig Fußball gespielt hatte. In der B-Jugend wechselte er zum OSC Dortmund und feierte mit dem Verein 1985 den Gewinn der deutschen A-Jugend-Meisterschaft. Nachdem er in der Bundesliga-Mannschaft des OSC keine Spielanteile erhalten hatte, schloss er sich im Januar 1986 dem Regionalligisten SuS Oberaden an, mit dem er am Saisonende den Aufstieg in die 2. Bundesliga schaffte. Nach einem Jahr in der neuen Liga wechselte Becker jedoch für zwei Jahre zum Ligakonkurrenten TSV Bayer 04 Leverkusen und 1989 zum TSV Bayer Dormagen in die Bundesliga. Nach diesem ebenfalls zweijährigen Engagement, verpflichtete ihn die SG Wallau/Massenheim, wo er innerhalb von drei Jahren je zweimal Deutscher Meister und DHB-Pokalsieger wurde und einmal den IHF-Pokal gewann. Von 1996 bis 2000 spielte er für den Zweitligisten TuS Eintracht Wiesbaden und später noch für den TuS Niederpleis und den TV 1844 Idstein.
Becker war zunächst Jugendnationalspieler, absolvierte auch Spiele für die B-Nationalmannschaft und wurde 1986 mit der Militär-Nationalmannschaft Weltmeister. Für die deutsche A-Nationalmannschaft debütierte er am 30. Mai 1987 gegen Jugoslawien beim Japan-Cup. Alle seine vier A-Länderspiele bestritt er innerhalb einer Woche. Ein weiteres beim Japan-Cup in Tokio und zwei beim anschließenden Drei-Länder-Turnier in Osaka.

## Erfolge
- Deutscher Meister (3): 1985 AJgd, 1992, 1993
- DHB-Pokal-Sieger (2): 1993, 1994
- IHF-Pokalsieger (1): 1992
- Militär-Weltmeister (1): 1986
- Aufstieg in die 2. Bundesliga (1): 1986